# Otníel
Otníel (hebrejsky: עָתְנִיאֵל, Otni'el), v českých Biblích přepisováno též jako Otoniel, byl po Jozuovi druhý soudce synů Izraele. Jméno Otníel je vykládáno jako „Opatrovník Boží“ či „Opatrovníkem (je) Bůh“.

## Rodina
Otníel byl podle starozákonního záznamu synem Kenaze. Starším bratrem Kenaze byl Káleb. Vyplývá z toho, že Otníel byl Kálebovým synovcem a pocházel tedy stejně jako jeho strýc z kmene Juda. Otníel dostal za ženu Aksu, která byla dcerou Káleba. Dostal ji za zásluhy o dobytí Kirjat-seferu, později nazývaného Debír, což byla jedna z bitev v procesu postupného podmaňování zaslíbené země.

## Odpadnutí Izraele
Jak se v biblickém období soudců mnohokrát později opakovalo, i krátce po zahájení procesu podmaňování Zaslíbené země synové Izraele přestali být věrní Hospodinu, mísili se s pozůstatky národů, které na území zaslíbené země ponechali a sloužili jejich bohům. Hospodin vzplanul hněvem proti Izraelcům a vydal je do rukou krále aramského Dvojříčí, Kúšana Rišatájimského. Avšak synové Izraele začali volat o pomoc. Obrátili se správným směrem – volali o pomoc k Hospodinu. Hospodin jim poskytl zachránce, jímž byl Otníel, na němž spočinul duch Hospodinův. Ten měl Izraelcům pomoci, aby se úspěšně postavili proti aramejskému králi Kúšanovi, který je 8 let utlačoval.
Podle midraše v „Seder olam raba“ Hospodin dopustil útlak Kúšana Rišatájimského kvůli dvěma událostem, jež jsou obsáhleji popsány v 17. až 19. kapitole knihy Soudců. První událost se týkala zbudování Míkovy soukromé svatyně se sochou „tesanou a litou“, kterou příslušníci kmene Dan přemístili do města Lajiš, kde se stala součástí modlářského kultu. Druhá událost se týkala skupinového znásilnění, jehož se dopustili obyvatelé Gibeje z kmene Benjamín.

## Soudcovské období
Podle Davida Ganse Otníelovo soudcovské období spadá do let 2516–2556 od stvoření světa neboli do let 1246–1205 před naším letopočtem. To odpovídá údaji, podle něhož země „žila v míru po čtyřicet let, dokud Otníel, syn Kenazův, nezemřel.“ Po smrti Otníela soudil syny Izraele Ehúd. Podle názoru rabího Izáka Abrabanela byl Otníel třetím tradentem ústní Tóry počíteje od Mojžíše a prvním tradentem z řady 12 stařešinů (hebrejsky זְקֵנִים, zekenim), o nichž se zmiňuje traktát Mišny s názvem Pirkej avot (Výroky otců) těmito slovy: „Moše přijal Zákon na Sinaji a předal ho Jozue, Jozue stařešinům a ti zase prorokům, …“